# 始艾
始艾，唐代葛僚人酋长。戎州泸州（今四川泸州、宜宾一带）人。
葛僚族被认为是今仡佬族先民。大中十三年（859年），因昌、泸二州官吏贪婪，民不聊生，葛僚人怨恨，起而暴动，拥始艾为王。逾梓、潼，攻城池，杀官吏。被刺史刘成师诱降，部众被分化，斩首领七十余人，于是率余众逃至东川。受东川节度使柳仲郢招抚，始艾稽首请罪，归降唐朝。